# Đinh Gia Thật
Đinh Gia Thật (sinh 1957) là một sĩ quan cấp cao trong Quân đội nhân dân Việt Nam, hàm Phó Đô đốc, nguyên Chính ủy Quân chủng Hải quân (2012–2017).

## Thân thế và sự nghiệp
Năm 2005, bổ nhiệm giữ chức Chính ủy Vùng 3 Hải quân
Năm 2008, bổ nhiệm giữ chức Phó Chủ nhiệm Chính trị Quân chủng Hải quân
Năm 2011, bổ nhiệm giữ chức Phó Chính ủy Quân chủng Hải quân
Năm 2012, bổ nhiệm giữ chức Chính ủy Quân chủng Hải quân
Năm 2017, ông nghỉ chờ hưu
Chuẩn Đô đốc (2011), Phó Đô đốc (9.2015)

## Lịch sử thụ phong quân hàm
| Năm thụ phong | 1984     | 1988      | 1992   | 1996     | 2000     | 2004      | 2007   | 2011         | 2015       |
| ------------- | -------- | --------- | ------ | -------- | -------- | --------- | ------ | ------------ | ---------- |
| Cấp bậc       | Trung úy | Thượng úy | Đại úy | Thiếu tá | Trung tá | Thượng tá | Đại tá | Chuẩn đô đốc | Phó đô đốc |
|               |          |           |        |          |          |           |        |              |            |